# Суккул-Михайловка
Суккул-Михайловка (баш. Һыуыккул-Михайловка) — деревня в Миякинском районе Республики Башкортостан Российской Федерации. Входит в состав Новокарамалинского сельсовета.

## География

### Географическое положение
Расположена на реке Киргиз-Мияки.
Расстояние до:
- районного центра (Киргиз-Мияки): 7 км,
- центра сельсовета (Новые Карамалы): 3 км,
- ближайшей ж/д станции (Аксёново): 36 км.

## Население
| 2002 | 2009 | 2010 |
| ---- | ---- | ---- |
| 293  | ↗324 | ↘313 |

Национальный состав
Согласно переписи 2002 года, преобладающая национальность — чуваши (94 %).